# جوزيف سيل كلارك
جوزيف سيل كلارك (بالإنجليزية: Joseph Sill Clark, Sr.)‏ مواليد 30 نوفمبر 1861 في فيلادلفيا - الوفاة 14 أبريل 1956 في فيلادلفيا، كان لاعب كرة مضرب أمريكي بدأ مسيرته كمحترف سنة 1882، اعتزل اللعب في 1893.

## روابط خارجية
- جوزيف سيل كلارك على موقع رابطة محترفي التنس (الإنجليزية)
- جوزيف سيل كلارك على موقع قاعة مشاهير كرة المضرب الدولية (الإنجليزية)